# Neoscona quadrigibbosa
Neoscona quadrigibbosa là một loài nhện trong họ Araneidae.
Loài này thuộc chi Neoscona. Neoscona quadrigibbosa được Manfred Grasshoff miêu tả năm 1986.